# Hans Osswald
Hans August Osswald, ursprungligen Andersson, född 29 augusti 1919 i Örebro, död 1983, var en svensk målare, tecknare och grafiker. 
Osswald ställde ut separat på Louis Hahnes konsthandel i Stockholm 1947 som senare följdes av separatutställningar i Örebro och Kalmar. Han medverkade i samlingsutställningar med Dalarnas konstförening och en ABF utställning i Ludvika samt i vandringsutställningar med Grafik och skulptur samt med Konstfrämjandet. Hans konst består av abstrakta målningar med primitiva mönster av fiskar och fåglar utförda i teckningar, färgträsnitt eller gouache. Vid sidan av sitt eget skapande var han verksam som bokillustratör. Osswald är representerad vid Malmö museum och Eskilstuna konstmuseum. 